# Hora feliç

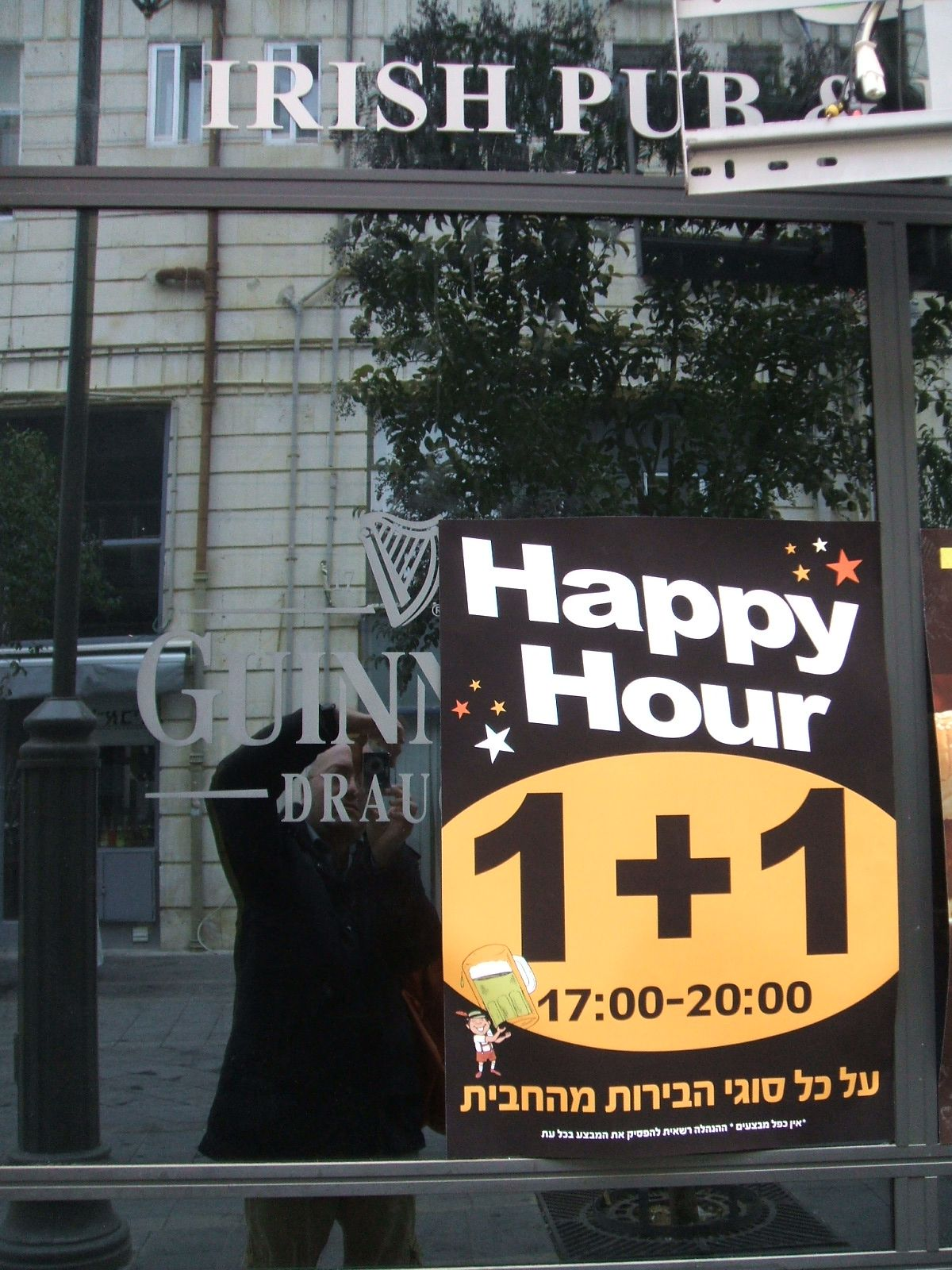
Happy hour.

L'hora feliç, també coneguda per l'expressió anglesa happy hour, és una estratègia de màrqueting per part d'alguns bars, pubs i discoteques de diversos països del món, en els quals s'ofereixen begudes durant moments concrets a un preu més barat.
La "Happy Hour", en anglès, es tracta també d'un grup de vuit joves amb l'objectiu d'expressar el seu art del cant i la música per a divertir-se i passar un bon moment de la mà de la cumbia, el reggae i ska. Amb aquest nom ens inviten a passar un bon moment i sobretot a ballar fins l'esgotament.

## Història
La primera referència que es té d'un "happy hour" en bars apareix en els periòdics de 4 de juliol de 1961..
A la ciutat de Rosario van ser pioners en aquestes accions Metropolitan Grand Bar, O'Connell's Irish Pub i R&F, continuant temps després en molts altres llocs.